# M/F Kronprins Frederik
 Ikke at forveksle med M/S Kronprins Frederik.
Jernbane-, bil- og passagerfærgen M/F Kronprins Frederik blev bygget 1980-1981 på Nakskov Skibsværft A/S til trafik på Storebælt mellem Korsør og Nyborg. Færgen blev taget i brug 2. april 1981 af DSB. Da den faste storebæltsforbindelse blev åbnet for jernbanetrafik den 1. juni 1997, blev færgen lagt op. Efter en ombygning tog Scandlines færgen i brug på strækningen Gedser-Rostock den 26. marts 1998. 
I Februar 2017 blev Kronprins Frederik taget ud af regelmæssig brug på Gedser-Rostock og blev efter en ombygning af agterklappen, på værftet i Świnoujście, i slutningen af marts 2017 sat i brug som fragtskib på ruten Rødby-Puttgarden, dog under tysk flag og registreret i Rostock. Den er stadig reservefærge på Gedser-Rostock. 
Navnet: Færgen er opkaldt efter Danmarks Kronprins Frederik.

## Søsterskibe
- M/F Prins Joachim (1980)
- M/F Dronning Ingrid (1980) fungerer nu som hospitalsskib [1] i Cotonou i Benin under navnet Africa Mercy